# Forêts pluviales des îles Trobriand
Localisation
Les forêts pluviales des îles Trobriand forment une écorégion définie par le fonds mondial pour la Nature (WWF). Elle couvre la totalité des îles Trobriand, dans la province de la baie de Milne en Papouasie-Nouvelle-Guinée. Elle appartient à l'écozone australasienne et au biome des forêts décidues humides tropicales et subtropicales.